# Defensiemedaille voor Voortreffelijke Dienst in het Buitenland (Denemarken)
De Defensiemedaille voor Voortreffelijke Dienst in het Buitenland, (Deens: "Forsvarets Medalje for Fortjenstfuld Indsats") werd sinds 27 november 1991 door de Deense Minister van Defensie verleend voor voortreffelijke dienst in een buitenlandse militaire missie. Sinds 1 januari 2010 werd deze medaille als "Defensiemedaille voor Voortreffelijke Dienst" voor alle verdiensten van militairen en burgerpersoneel van de Deense strijdkrachten toegekend. 
Medailles van Verdienste ·
Medaille voor Langdurige Dienst ·
Medaille "Ingenio et Arti" ·
Medaille voor Nobele Daden ·
Ereteken van het Deense Rode Kruis ·
Medaille van Verdienste voor de Groenlandse Onafhankelijkheid ·
Herinneringsmedaille aan de 70e Verjaardag van Hare Majesteit Koningin Margrethe
Herinneringsmedaille aan de 75e Verjaardag van Prins Henrik

Zie ook: Historische Orden van Denemarken · Onderscheidingen in Denemarken